# Списак хрватских оперских певача

## А
- Наташа Антоњиацо
- Дарија Аугуштан

## Б
- Викторија Бадров
- Сандра Багарић
- Кристина Бек-Кукавчић
- Невен Беламарић
- Јосипа Билић
- Озрен Билушић
- Иванка Бољковац
- Роналд Браус
- Лилијана Будицин-Манестар

## Ц
- Крунослав Цигој

## Ф
- Валентина Фијачко

## Г
- Ивана Гарај Корпар
- Мартина Гојчета Силић
- Миљенка Грђан
- Бруно Гргурић

## Х
- Кристина Хабуш
- Ингрид Халер
- Габријела Хорват
- Лидија Хорват-Дуњко

## Ј
- Анка Јелачић
- Сребренка Јуринац

## К
- Елза Карловац
- Ивана Кладарин
- Јосип Крижај
- Дубравка Крушељ Јурковић

## Л
- Давор Лешић
- Јосипа Лончар
- Хелена Луцић

## М
- Матија Меић
- Мартина Менегони
- Зинка Миланов
- Анчица Митровић
- Љиљана Молнар Талајић
- Томислав Мужек

## Н
- Томислав Нералић
- Евелин Новак
- Вилма Ножинић

## П
- Тино Патјера
- Грга Перош
- Данијела Пинтарић
- Рената Покупић
- Ружа Поспиш Балдани
- Ема Пукшец

## Р
- Маријана Радев
- Фердинанд Радован
- Никша Радовановић
- Анђелка Рушин
- Нада Ружђак
- Владимир Ружђак

## С
- Фрањо Стазић
- Маја де Строци
- Ђорђо Суријан

## Ш
- Нела Шарић
- Дубравка Шепаровић Мушовић
- Гита Шерман-Копљар
- Ведрана Шимић
- Матија Шкворц
- Бојан Шобер
- Олга Шобер
- Тонка Штетић
- Наташа Шурина
- Вера Шварц

## Т
- Алексеј Тановицки
- Милка Трнина
- Горанка Тухтан
- Иван Туршић

## В
- Дуња Вејзовић
- Мира Влаховић

## З
- Мартина Задро
- Никола Зец